# Amor Layouni
Amor Layouni (Falun, 1992. október 3. –) tunéziai válogatott labdarúgó, a svéd Häcken csatárja.

## Pályafutása

### Klubcsapatokban
Layouni a svédországi Falunban született. 
2011-ben mutatkozott be a helyi Falu felnőtt csapatában 2013 és 2016 között másodosztályú klubokban játszott, szerepelt például a Brage és a Degerfors kereteiben is. 
2017-ben a norvég OBOS-ligaenben szereplő Elverumhoz szerződött. Először 2017. április 9-én, Tromsdalen ellen 1–1-es döntetlennel zárult mérkőzésen lépett pályára, ahol Layouni szerezte az egyenlítő gólt. 2017 nyarán a Bodø/Glimt csapatához igazolt. 2019. május 5-én a Lillestrøm ellen 4–0-ra megnyert mérkőzésen mesterhármast lőtt.
2019. szeptember 17-én három éves szerződést kötött az egyiptomi Pyramidssal.
2021. január 25-én a Vålerenga együtteséhez igazolt. A 2022–23-as szezon második felében az ausztrál Western Sydney Wanderers csapatát erősítette kölcsönben. 2023. július 10-én a svéd Häckenhez írt alá.

### A válogatottban
2019-ben debütált a tunéziai válogatottban. Layouni 2019. szeptember 6-án, a Mauritánia ellen 1–0-ra megnyert mérkőzésen debütált, illetve ő szerezte az győztes gólt is.

## Statisztikák
2022. november 13. szerint
| Klub                                  | Szezon   | Osztály                  | Bajnokság | Bajnokság | Kupa  | Kupa | Nemzetközi | Nemzetközi | Összesen | Összesen |
| Klub                                  | Szezon   | Osztály                  | Meccs     | Gól       | Meccs | Gól  | Meccs      | Gól        | Meccs    | Gól      |
| ------------------------------------- | -------- | ------------------------ | --------- | --------- | ----- | ---- | ---------- | ---------- | -------- | -------- |
| Brage                                 | 2013     | Superettan               | 14        | 0         | 1     | 0    | 0          | 0          | 15       | 0        |
| Brage                                 | 2014     | Division 1               | 22        | 5         | 0     | 0    | 0          | 0          | 22       | 5        |
| Brage                                 | 2015     | Division 1               | 23        | 8         | 2     | 0    | 0          | 0          | 25       | 8        |
| Brage                                 | Összesen | Összesen                 | 59        | 13        | 3     | 0    | 0          | 0          | 62       | 13       |
| Degerfors                             | 2016     | Superettan               | 25        | 4         | 3     | 0    | 0          | 0          | 28       | 4        |
| Elverum                               | 2017     | OBOS-ligaen              | 14        | 3         | 2     | 2    | 0          | 0          | 16       | 5        |
| Bodø/Glimt                            | 2017     | OBOS-ligaen              | 9         | 2         | 0     | 0    | 0          | 0          | 9        | 2        |
| Bodø/Glimt                            | 2018     | Eliteserien              | 30        | 3         | 1     | 0    | 0          | 0          | 31       | 3        |
| Bodø/Glimt                            | 2019     | Eliteserien              | 21        | 10        | 0     | 0    | 0          | 0          | 21       | 10       |
| Bodø/Glimt                            | Összesen | Összesen                 | 60        | 15        | 1     | 0    | 0          | 0          | 61       | 15       |
| Pyramids                              | 2019–20  | Egyiptomi Premier League | 15        | 2         | 0     | 0    | 4          | 1          | 19       | 3        |
| Vålerenga                             | 2021     | Eliteserien              | 28        | 3         | 1     | 0    | 1          | 0          | 30       | 3        |
| Vålerenga                             | 2022     | Eliteserien              | 20        | 8         | 1     | 0    | 0          | 0          | 21       | 8        |
| Vålerenga                             | Összesen | Összesen                 | 48        | 11        | 2     | 0    | 1          | 0          | 51       | 11       |
| Western Sydney Wanderers (kölcsönben) | 2022–23  | A-League                 | 11        | 4         | 0     | 0    | —          | —          | 11       | 4        |
| Összesen                              | Összesen | Összesen                 | 232       | 52        | 11    | 2    | 5          | 1          | 248      | 55       |

### A válogatottban
| Válogatott | Év       | Pályára lépés | Gól |
| ---------- | -------- | ------------- | --- |
| Tunézia    | 2019     | 3             | 1   |
| Tunézia    | 2023     | 2             | 0   |
| Összesen   | Összesen | 5             | 1   |

#### Góljai a válogatottban
| # | Időpont             | Helyszín                                       | Ellenfél   | Gólok | Eredmény | Kiírás              |
| - | ------------------- | ---------------------------------------------- | ---------- | ----- | -------- | ------------------- |
| 1 | 2019. szeptember 6. | Stade Olympique Hammadi Agrebi, Radès, Tunézia | Mauritánia | 1–0   | 1–0      | Barátságos mérkőzés |

## Sikerei, díjai
Bodø/Glimt
- OBOS-ligaen
  - Feljutó (1): 2017